# Karl-Heinz Hillmann
Karl-Heinz Hillmann (* 14. Juli 1938 in Berlin; † 31. Oktober 2007 in Würzburg) war ein deutscher Soziologe. Er wirkte im Fach Soziologie fachlich weit ausgreifend, jedoch mit besonderem Schwerpunkt in der Wirtschafts- und Umweltsoziologie, die meiste Zeit seines Lebens als Professor an der Universität Würzburg. Er wurde als Publizist und Lexikograph einflussreich (Wörterbuch der Soziologie. 5. Auflage. 2007).

## Leben
Der Sohn eines Berliner Bäckermeisters (der in der Zeit des Nationalsozialismus erfolgreich Juden in seinem Backhaus versteckte) studierte an der Freien Universität Berlin Soziologie (zumal bei Otto Stammer), Volkswirtschaftslehre, Philosophie, Psychologie und Neuere Geschichte. Danach arbeitete er in verschiedenen Unternehmen. Mit seinem Doktorvater Günter Hartfiel begründete er sodann das Institut für Soziologie der Universität Würzburg und lehrte auch nach seiner Pensionierung 2003 dort weiter. Gastprofessuren führten ihn nach Siegen, Kiel und Salzburg.
1982–2003 war Karl-Heinz Hillmann Vertrauensdozent der Friedrich-Naumann-Stiftung. 1988 gründete er in der Deutschen Gesellschaft für Soziologie die Sektion Wirtschaftssoziologie, die er bis 1995 leitete.
Intensive Mitarbeit widmete er Organisationen wie dem Bund Naturschutz und der Deutschen Gesellschaft für Umwelt- und Humantoxikologie und war politisch in der FDP aktiv.

## Werk und Wirkung

### Publikationen (in Auswahl)
- Wörterbuch der Soziologie (= Kröners Taschenausgabe. Band 410). 5., völlig überarbeitete und erweiterte Auflage. Kröner, Stuttgart 2007, ISBN 978-3-520-41005-4 (Erstausgabe 1972).
- Wertwandel, [1986]. 3. Auflage. Carolus, Würzburg 2003
- Die Verbesserung des menschlichen Zusammenlebens. Leske + Budrich, Opladen 2003
- Überlebensgesellschaft. Carolus-Verlag, Würzburg 1998
- Allgemeine Wirtschaftssoziologie. Vahlen, München 1988
- Umweltkrise und Wertwandel, [1981]. 2. Auflage. Königshausen und Neumann, Würzburg 1986
- Soziale Bestimmungsgründe des Konsumentenverhaltens. Enke, Stuttgart 1971
- Ein Modell des homo sociologicus und seine Relevanz für die Analyse des Konsumentenverhaltens in der modernen Wohlstandsgesellschaft. Dissertation an der FU Berlin 1969.